# Matias Fernandez-Pardo
Matias Fernandez-Pardo (Bruxelles, 3 febbraio 2005) è un calciatore spagnolo con cittadinanza belga, attaccante del Lilla.

## Carriera

### Club
Fernandez-Pardo è cresciuto nei settori giovanili di Anderlecht, Malines, Lilla ed infine Gent, dove ha debuttato nel calcio professionistico il 9 marzo 2023 nell'incontro di Conference League pareggiato 1-1 contro l'İstanbul Başakşehir. La stagione successiva è stato promosso in pianta stabile in prima squadra ed il 17 marzo 2024 ha segnato il suo primo gol nel successo per 5-0 contro il Charleroi.
Il 30 agosto 2024 ha fatto ritorno al Lilla a titolo definitivo.

### Nazionale
Ha giocato nelle nazionali giovanili belghe Under-15, Under-17, Under-18 ed Under-19.

## Statistiche

### Presenze e reti nei club
Statistiche aggiornate al 5 novembre 2024
| Stagione         | Squadra          | Campionato       | Campionato | Campionato | Coppe nazionali | Coppe nazionali | Coppe nazionali | Coppe continentali | Coppe continentali | Coppe continentali | Altre coppe | Altre coppe | Altre coppe | Totale | Totale | Totale |
| Stagione         | Squadra          | Comp             | Pres       | Reti       | Comp            | Pres            | Reti            | Comp               | Pres               | Reti               | Comp        | Pres        | Reti        | Pres   | Reti   |        |
| ---------------- | ---------------- | ---------------- | ---------- | ---------- | --------------- | --------------- | --------------- | ------------------ | ------------------ | ------------------ | ----------- | ----------- | ----------- | ------ | ------ | ------ |
| 2022-2023        | Jong Gent        | D3               | 26         | 2          | -               | -               | -               | -                  | -                  | -                  | -           | -           | -           | 26     | 2      |        |
| 2023-2024        | Jong Gent        | D3               | 12         | 2          | -               | -               | -               | -                  | -                  | -                  | -           | -           | -           | 12     | 2      |        |
| Totale Jong Gent | Totale Jong Gent | Totale Jong Gent | 38         | 4          |                 | -               | -               |                    | -                  | -                  |             | -           | -           | 38     | 4      |        |
| 2022-2023        | Gent             | PL               | 1          | 0          | CB              | 0               | 0               | UECL               | 1                  | 0                  | -           | -           | -           | 2      | 0      |        |
| 2023-2024        | Gent             | PL               | 5+10+1     | 1+7        | CB              | 0               | 0               | UECL               | 3                  | 0                  | -           | -           | -           | 19     | 8      |        |
| ago. 2024        | Gent             | PL               | 3          | 1          | CB              | -               | -               | UCL                | 4                  | 1                  | -           | -           | -           | 7      | 2      |        |
| Totale Gent      | Totale Gent      | Totale Gent      | 9+11       | 2+7        |                 | 0               | 0               |                    | 8                  | 1                  |             | -           | -           | 28     | 10     |        |
| 2024-2025        | Lilla 2          | N3               | 1          | 0          | -               | -               | -               | -                  | -                  | -                  | -           | -           | -           | 1      | 0      |        |
| 2024-2025        | Lilla            | L1               | 18         | 4          | CF              | -               | -               | UCL                | 3                  | 0                  | -           | -           | -           | 21     | 4      |        |
| Totale carriera  | Totale carriera  | Totale carriera  | 76         | 16         |                 | 0               | 0               |                    | 11                 | 1                  |             | -           | -           | 87     | 17     |        |